# 오스카르 데 마르코스
오스카르 데 마르코스 아라나(스페인어: Óscar de Marcos Arana, 1989년 4월 14일 ~ )는 스페인의 축구 선수로, 수비형 미드필더 혹은 풀백으로 활약한다. 현재 스페인 라리가의 아틀레틱 빌바오에서 활약하고 있다. 데 마르코스는 빌바오에서 300경기 이상의 공식경기에 출전하였다.

## 선수 경력

### 데포르티보 알라베스
바스크 지방의 아라바도 과르디아에서 태어난 그는, 데포르티보 알라베스에서 축구를 시작하였다. 처음에는 공격수로 경력을 시작했다. 유소년 팀을 거쳐 B팀, 그리고 A팀 무대까지 차근히 올라섰다.

### 아틀레틱 빌바오
2009년 7월, 바스크의 라리가 구단 아틀레틱 빌바오가 35만 유로를 지불하며 알라베스로부터 데 마르코스를 영입했으며, 계약기간은 4년이었다. 8월 6일 UEFA 유로파리그 BSC 영 보이스와의 경기에 출전하며, 빌바오에서의 첫 경기를 가졌다. 데 마르코스는 빌바오에서 중앙 미드필더와 풀백을 오가며 활약했다. 2012년 1월, 데 마르코스는 빌바오와 3200만 유로의 바이아웃 금액을 포함하여 4년 재계약을 체결했다.
2014년 10월 13일 바이아웃 금액을 4000만 유로로 조정한 3년 계약을 체결했다. 에르네스토 발베르데의 지휘 아래 풀백 자리에 정규 선수로 활약했다.
2016년 11월, 데 마르코스는 왼쪽 발목의 부상을 호소했으며, 2개월간 결장하였다. 2017년 8월 20일 헤타페 CF와의 개막전에서 왼쪽 발목 부상이 재발했다.

## 국가대표 경력

### 스페인
2015년 11월 세르히오 라모스와 후안 프란시스코 토레스가 부상을 당함에 따라, 나초 페르난데스와 함께 국가대표에 호출되었다.

### 바스크
오스카르 데 마르코스는 FIFA와 UEFA에 가입되지 않은 바스크 축구 국가대표팀에는 출전하였다.

## 선수 기록
2025년 4월 23일 기준
| 시즌        | 구단            | 디비전      | 리그 | 리그 | FA컵 | FA컵 | 대륙 대회 | 대륙 대회 | 기타 | 기타 | 총합 | 총합 |
| 시즌        | 구단            | 디비전      | 출장 | 득점 | 출장 | 득점 | 출장      | 득점      | 출장 | 득점 | 출장 | 득점 |
| ----------- | --------------- | ----------- | ---- | ---- | ---- | ---- | --------- | --------- | ---- | ---- | ---- | ---- |
| 2008–09     | 알라베스 B      | 테르세라    | 16   | 4    | 0    | 0    | –         | –         | –    | –    | 16   | 4    |
| 통산        | 통산            | 통산        | 16   | 4    | 0    | 0    | –         | –         | –    | –    | 16   | 4    |
| 2008–09     | 알라베스        | 세군다      | 20   | 3    | 0    | 0    | –         | –         | –    | –    | 20   | 3    |
| 통산        | 통산            | 통산        | 20   | 3    | 0    | 0    | –         | –         | –    | –    | 20   | 3    |
| 2009–10     | 빌바오 아틀레틱 | 세군다 B    | 1    | 0    | –    | –    | –         | –         | –    | –    | 1    | 0    |
| 통산        | 통산            | 통산        | 1    | 0    | –    | –    | –         | –         | –    | –    | 1    | 0    |
| 2009–10     | 아틀레틱 빌바오 | 라리가      | 19   | 1    | 1    | 0    | 8         | 1         | 1    | 1    | 29   | 3    |
| 2010–11     | 아틀레틱 빌바오 | 라리가      | 13   | 0    | 2    | 0    | –         | –         | –    | –    | 15   | 0    |
| 2011–12     | 아틀레틱 빌바오 | 라리가      | 34   | 4    | 8    | 1    | 14        | 4         | –    | –    | 56   | 9    |
| 2012–13     | 아틀레틱 빌바오 | 라리가      | 36   | 6    | 2    | 0    | 8         | 1         | –    | –    | 46   | 7    |
| 2013–14     | 아틀레틱 빌바오 | 라리가      | 35   | 5    | 4    | 0    | 0         | 0         | –    | –    | 39   | 5    |
| 2014–15     | 아틀레틱 빌바오 | 라리가      | 35   | 1    | 7    | 0    | 10        | 1         | –    | –    | 52   | 2    |
| 2015–16     | 아틀레틱 빌바오 | 라리가      | 34   | 1    | 5    | 1    | 13        | 0         | 2    | 0    | 54   | 2    |
| 2016–17     | 아틀레틱 빌바오 | 라리가      | 27   | 1    | 0    | 0    | 5         | 0         | 0    | 0    | 32   | 1    |
| 2017–18     | 아틀레틱 빌바오 | 라리가      | 21   | 1    | 0    | 0    | 3         | 1         | 0    | 0    | 28   | 2    |
| 2018-19     | 아틀레틱 빌바오 | 라리가      | 30   | 1    | 4    | 0    |           |           |      |      | 34   | 1    |
| 2019-20     | 아틀레틱 빌바오 | 라리가      | 13   | 0    | 1    | 0    |           |           |      |      | 14   | 0    |
| 2020-21     | 아틀레틱 빌바오 | 라리가      | 25   | 1    | 4    | 0    |           |           | 2    | 1    | 31   | 2    |
| 2021-22     | 아틀레틱 빌바오 | 라리가      | 22   | 1    | 2    | 0    |           |           | 2    | 0    | 26   | 1    |
| 2022-23     | 아틀레틱 빌바오 | 라리가      | 37   | 1    | 6    | 1    |           |           |      |      | 43   | 2    |
| 2023-24     | 아틀레틱 빌바오 | 라리가      | 28   | 1    | 5    | 0    |           |           |      |      | 33   | 1    |
| 2024-25     | 아틀레틱 빌바오 | 라리가      | 23   | 0    | 2    | 1    | 10        | 0         | 1    | 0    | 36   | 1    |
| 통산        | 통산            | 통산        | 432  | 25   | 53   | 4    | 75        | 8         | 8    | 2    | 568  | 39   |
| 커리어 통산 | 커리어 통산     | 커리어 통산 | 469  | 32   | 53   | 4    | 75        | 8         | 8    | 2    | 604  | 46   |

1. ↑  UEFA 클럽월드컵, UEFA 슈퍼컵, 수페르코파 데 에스파냐 포함